# Cosmos (motorfiets)

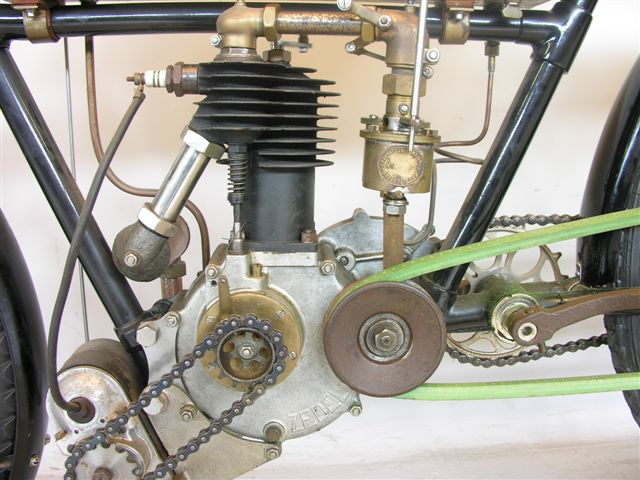
Dergelijke eenvoudige kop/zijklepmotoren van Donnet-Zedel en andere merken werden in het begin van de twintigste eeuw veelvuldig als inbouwmotor verkocht.

Cosmos is een Zwitsers historisch merk van motorfietsen.
De firmanaam was Motorradfabrik Medretsch-Biel.
De firma Medretsch produceerde zelf frames en bouwde van 1904 tot 1907 motorfietsen waarin Duitse Zedel- en Fafnir-motoren gehangen werden. Deze blokken werden veelvuldig als inbouwmotor verkocht. Het waren nog kop/zijklepmotoren met een snuffelklep voor de inlaat, maar Fafnir leverde van 1905 ook al blokken met een gecommandeerde inlaatklep.